# Mystides triangulifera
Mystides triangulifera är en ringmaskart som först beskrevs av Augener 1913.  Mystides triangulifera ingår i släktet Mystides och familjen Phyllodocidae.
Artens utbredningsområde är havet kring Nya Zeeland. Inga underarter finns listade i Catalogue of Life.